# Damasippus
Damasippus is een geslacht van wandelende takken uit de familie Prisopodidae. De wetenschappelijke naam van dit geslacht is voor het eerst voorgesteld door Carl Stål in een publicatie uit 1875. De soorten van dit geslacht komen in Midden- en Zuid-Amerika voor.

## Soorten
Het geslacht Damasippus omvat de volgende soorten:
- Damasippus alejandria Conle, Hennemann & Gutiérrez, 2011
- Damasippus batesianus (Westwood, 1859)
- Damasippus discoidalis Redtenbacher, 1906
- Damasippus duoviridis Sánchez-Ocampo & Monge-Villegas, 2023
- Damasippus fuscipes Redtenbacher, 1906
- Damasippus hahneli Dohrn, 1910
- Damasippus piceipennis Redtenbacher, 1906
- Damasippus pulcher Redtenbacher, 1906
- Damasippus sepia Sánchez-Ocampo & Monge-Villegas, 2023
- Damasippus spatulatus Piza, 1937
- Damasippus staudingeri Redtenbacher, 1906
- Damasippus striatus Redtenbacher, 1906
- Damasippus viridicorpus Sánchez-Ocampo & Monge-Villegas, 2023
- Damasippus viridilabrum Sánchez-Ocampo & Monge-Villegas, 2023
- Damasippus westwoodii Stål, 1875
- Damasippus zymbraeus (Westwood, 1859)